# Тромбкі (Малопольське воєводство)
Тромбкі (пол. Trąbki) — село в Польщі, у гміні Біскупиці Велицького повіту Малопольського воєводства.
Населення — 1424 особи (2011).

## Демографія
Демографічна структура станом на 31 березня 2011 року:
|          | Загалом | Допрацездатний вік | Працездатний вік | Постпрацездатний вік |
| -------- | ------- | ------------------ | ---------------- | -------------------- |
| Чоловіки | 707     | 174                | 477              | 56                   |
| Жінки    | 717     | 176                | 424              | 117                  |
| Разом    | 1424    | 350                | 901              | 173                  |